# Ctenus semiornatus
Ctenus semiornatus este o specie de păianjeni din genul Ctenus, familia Ctenidae, descrisă de Mello-leitão, 1939. Conform Catalogue of Life specia Ctenus semiornatus nu are subspecii cunoscute.